# Footballeur africain de l'année
Ne doit pas être confondu avec Joueur africain de l'année ou Ballon d'or africain.
Le Footballeur africain de l'année (BBC) (en anglais : BBC African Footballer of the Year) est une récompense annuelle attribuée au meilleur footballeur africain de l'année, selon un vote des auditeurs de la BBC Radio. Jusqu'en 2000, le trophée est appelé African Sports Personality of the Year, d'où la présence de deux athlètes (en 1993 et 1998).

## Palmarès
| Année | Vainqueur                                   | Club                                        |
| ----- | ------------------------------------------- | ------------------------------------------- |
| 1992  | Abedi Pelé                                  | Olympique de Marseille                      |
| 1993  | Frankie Fredericks                          | Athlétisme                                  |
| 1994  | Zambie - décoration remise à titre posthume | Zambie - décoration remise à titre posthume |
| 1995  | George Weah                                 | AC Milan                                    |
| 1996  | Emmanuel Amunike                            | Sporting CP / FC Barcelone                  |
| 1997  | Nwankwo Kanu                                | Inter Milan                                 |
| 1998  | Haile Gebreselassie                         | Athlétisme                                  |
| 1999  | Nwankwo Kanu                                | Arsenal FC                                  |
| 2000  | Patrick Mboma                               | Cagliari Calcio / Parme FC                  |
| 2001  | Samuel Kuffour                              | Bayern Munich                               |
| 2002  | El Hadji Diouf                              | RC Lens / Liverpool FC                      |
| 2003  | Jay-Jay Okocha                              | Bolton Wanderers                            |
| 2004  | Jay-Jay Okocha                              | Bolton Wanderers                            |
| 2005  | Mohamed Barakat                             | Al Ahly SC                                  |
| 2006  | Michael Essien                              | Chelsea                                     |
| 2007  | Emmanuel Adebayor                           | Arsenal FC                                  |
| 2008  | Mohamed Aboutreika                          | Al Ahly SC                                  |
| 2009  | Didier Drogba                               | Chelsea FC                                  |
| 2010  | Asamoah Gyan                                | Sunderland AFC                              |
| 2011  | André Ayew                                  | Olympique de Marseille                      |
| 2012  | Chris Katongo                               | Henan Construction                          |
| 2013  | Yaya Touré                                  | Manchester City Football Club               |
| 2014  | Yacine Brahimi                              | Grenade CF/ FC Porto                        |
| 2015  | Yaya Touré                                  | Manchester City Football Club               |
| 2016  | Riyad Mahrez                                | Leicester City                              |
| 2017  | Mohamed Salah                               | AS Roma / Liverpool FC                      |
| 2018  | Mohamed Salah                               | Liverpool FC                                |